# Грб Трибалије
Грб Трибалије је апокрифни (приписани) грб историчарима непознате средњовековне територије Трибалије, за коју се верује да је у том периоду била под контролом српских владара (царева). Иако је код нас грб познат под овим именом, он се јавља и као грб цара Србије, грб Српског царства, грб Великог Српског војводства, грб Србије, грб Србије под Турцима, грб хабзбуршке Србије, грб Шумадије, те грб Браничева. То је један од најстаријих хералдичких приказа који се везује за Србију.

## Историјат

### Настанак
Настанак грба Турске Србије настаје у контексту замирања хералдике на територији средњовековне Србије и српских земаља услед Османских освајања. Но, у остатку Европе не престаје хералдички интерес за овај простор, што се угледало у потреби да се овај простор, сада под османском влашћу, хералдички дефинише, при чему, како истиче српски хералдичар Драгомир Ацовић, није постојала ни сасвим јасна представа о границама ни о хералдичком наслеђу те територије. Резултат таквог стања је било настајање низа хералдичких апокрифа од којих се једним од најжилавијих показао грб приписан српском цару (Von dem aller Durchleuchtigesten Kayser von Sirffey како је означен у рукопису Урлиха фон Рихентала) са мотивом вепрове главе рањене стрелом.
За ширење овог хералдичког апокирфа, до данас како истиче Ацовић недовољно истраженог, су најзаслужнија три дела, свако веома популарно у свом времену из којих су се генерације хералдичара обавештавале и изводиле сопствене хералдичке визије прошлости света и Европе. То су: споменути рукопис Урлиха фон Рихентала „Хроника сабора у Констанци 1414 до 1418“ (Ulrich von Richental, Chronik des Constanzer Concils 1414 bis 1418), рукопис Конрада Гриненберга (Conrad Grünenberg, Wappenbuch, дело из 1483. године) и opsculum Левинуса Хулзијуса из 1596. године.

Према мишљењу српског херадличара Александра Палавестре, са којим се слаже и енглески истраживач Џон Гудол, мотив вепрове главе могао је настати погрешном идентификацијом вучјег мотива из грба и челенке Балшића. Како наводи Палавестра:
| „ | Порекло овог хералдичког мотива прилично је загонетно. Одакле Рихенталу и Гриненбергу идеја о вепровој глави са стрелом која погађа животињу у уста, као о српском грбу? У српској хералдици средњег века, колико је познато, нема ни једне представе вепра, нити животиње коју погађа стрела. Могуће да је на западу дошло до извесне забуне и погрешног „читања“ средњовековне грађе. На неким примерцима новца Балшића, а нарочито на сребрном динару Ђурђа Балшића кованом између 1370. и 1378. вучја глава у челенци шлема, због грубе и невеште стилизације необично подсећа на главу вепра. Прав исплажен језик, такође може лако да се протумачи као стрела. Када би неко, ко не би знао да је у грбу Балшића вучја глава, видео овај динар Ђурђа Балшића, закључио би да је у челенци вепрова глава и стрела која улеће у отворене чељусти. Није искључено да се управо то и догодило, када је неки примерак овог новца доспео до Рихентала, који је, уместо вука, погрешно видео вепра са стрелом у устима. Ћирилични натпис на новцу могао га је навести да овај грб непрецизно додели Србији. Чињеница да је код Гриненберга приказана стрела која излеће из уста, наводи на помисао да су обојица прецртали вепрову главу из неког, данас непознатог изворника, а не да је Гриненберг прецртао овај грб из Рихенталовог зборника. То би значило да се евентуална забуна и замена Балшићевог вука вепром и приписивање овог грба Србији, могло десити раније, крајем века, у време када су се динари Балшића лакше могли наћи на Средоземљу и Западу. | ” |

Надаље како истиче Палавестра, у прилог овој претпоставци говори и грб Србије из Милтенбершког грбовника где се варира исти мотив, само што је на црвеном пољу управо црна вучја глава, коју у уста погађа златна стрела са сребрним перима. У челенци је вучја глава са стрелом као у штиту, између две црвене заставе на којима су три златна соколарска прапорца. Како истиче овај хералдичар, с обзиром да је Милтенбершки грбовник млађи од Рихенталовог, може се претпоставити да је постојао и неки старији извор, одакле су сви ови херолди — независно — црпели грађу (можда и Гриненберг), али да је аутор Милтенбершког грбовника тачније протумачио предложак.
Како истиче Ацовић, није нарочито вероватно да би до овакве погрешне идентификације могло доћи у 15. веку. Пракса хипертрофије карактеристичних делова анатомије била је, како наводи овај хералдичар, позната и на европском западу и у српским земљама, о чему сведочи невешто представљен грб са каменог стуба из Доњих Бакића код Олова на коме се једино распознаје монументална челенка у виду вепрове главе, са хипертрофираним мандибуларним очњацима.
Премда пре Рихентала нигде познат, након Рихентала грб са вепровом главом прободеном стрелом постаје готово једино хералдичко знамење српских земаља јужно од Саве и Дунава у европској хералдици. Како наводи Ацовић, готово је фасцинантан став на Западу по којем је ово знамење неспорни грб Србије под Турцима, Турске Србије, а да међу боље обавештеним Јужним Словенима није постајала никаква свест о постојању овог грба. Ни Илирски грбовници ни Мавро Орбини не помињу тај грб, иако се од 1606. године управо то поље налази у великом грбу цара Рудолфа II Светог римског царства. Према овом хералдичару вероватно је, да је његово постојање актуелизовао хералдички рукопис Јанеза Вајкарда Валвазора, који се евидентно позвао на грб онакав какав је био представљен на печату цара Рудолфа (видљиво по позицији вепрове главе која израста из левог бока штита, уместо да је отргнута глава постављена по десној косини, као код Рихентала, или са израженим вратом и обрнутим правцем стреле, као код Гринеберга). Ацовић закључује да је из овог дела, Павле Ритер Витезовић дошао на идеју да овај грб уврсти у свој илирски корпус, приписавши га Трибалији. Заслугом његове „Стематографије“, те српске верзије овог дела Христофора Жефаровића, овај грб ће током 18. и 19. века доживети неочекиван процват, да би у 20. веку био потиснут, а у последњој деценији овог века доживео своју реафирмацију као део нове територијалне хералдике регије Шумадије. (в. опширније испод)

### У угарској хералдичкој традицији
Србија се у титулатури угарских краљева спомиње од 1203. године — Hungarie, Dalmatie, Croatie, Rame, Servieque rex, а ова промена титуле је дужна промени земље које су угарски владари у то време стекли. Пар векова доцније, након Мохачке битке и распарчавања Краљевине Угарске на три дела, земље круне Светог Стефана су наставиле и даље да постоје, као и њени средњевековни симболи и традиције бивше угарске државе. Премда је претходна краљевина фактички престала да постоји, ово је било могуће на заузеће угарске политичке елите која је у комплексном конфликтно-компромисном односу са Хабзбурговцима успела да очува институције и споменуте традиције старе угарске краљевине.
Природа споменутог односа се, како истиче мађарски историчар Геза Палфи, састојала од, са једне стране, Хабзбурговаца којима је након Мохача припала тадашња Краљевина Угарска и који су истицањем виртуалног јединства земаља Круне Светог Стефана, њених традиција и симбола, у европском контексту као облик политичке пропаганде (где је хералдици припало особено место) подизали свој утицај и престиж у контексту повећаног ривалства европских династија за земље и територије; са друге стране угарски сталежи су инсистирањем на овом наслеђу покушали да прикажу да у састав Хабзбуршке монархије није ушла тек нека нова земља, него својеврсна европска мала империја која битно подиже углед Хабзбуршке монархије, те полаже и право на земље Круне који се нису налазили под њиховом влашћу тј. били под влашћу Османлија или у вазалном односу према њима као Трансилванија. Осим тога старе угарске елите су у новом контексту кроз истицање симбола Круне Светог Стефана се наслањали на њено митско значење као круне угарске феудалне „нације“ чији су они представници а у контрасту са хабзбуршким владаром који је живео у иностранству.
Осим титуле у имену краља, где су Хабзбурговци као нови угарски краљеви преузели и њихову титулатуру, па тако и као краља Србије, свој престиж Хабзбуршки владари су, у договору са угарским сталежом, манифестовали и у домену хералдике. Грб Србије се овде, у описаном облику вепрове главе прободене стрелом, почео појављивати на царским и краљевским печатима и на посебним крунидбеним заставама, као и на крунидбеном новцу.
Премда су користили титулу у којима се помињала Србија, из прва Србија на царским хабзбуршким печатима и крунидбеним заставама није била приказана. Ово је промењено у периоду 1550. — 1570. година, те ја тако на крунидби Максимилијана 8. септембра 1563. и Србија, заједно са Мађарском, Далмацијом, Хрватском, Славонијом, Босном и Бугарском била представљена посебном заставом. Представљање Србије је опетовано, сада само на заједничкој застави са Босном, Куманијом и Бугарском, на сахрани Фердинанда августа 1565. године у Бечу. Када је Максимилијан умро 1576. године, дошло је до припреме у Бечу за нови царски печат за Рудолфа на којем се, за разлику од раније где је била споменута само у титули, сада нашла и хералдичка представа Србије, што је било и логично јер је Србија била представљена посебном заставом приликом његове крунидбе у Пожуну 1572. године. Представљање Србије, заједно са осталим земљама Круне Светог Стефана ће опстати све до 1916. године приликом крунидбе последњег угарског краља, а ови грбови укључив и грб Србије су се често појављивали кроз наредне векове на сликама из 17. века, алманасима, тезама студената Универзитета у Трнави, те на грбовима на погребним церемонијама мађарских аристократа.
- Рудолф II[17]
- Матија[18]
- Матија[19]
- Фердинанд II[20]
- Фердинанд III[21]
- Леополд I[22]
- Леополд I[23]
- Јозеф I[24]

## Историја грба
Први познати пример овог апокрифа се појављује у Хроници сабора у Констанци из 1415. године, где се исти назива грб цара Србије. У том приказу није прецизирано да ли се грб односи на владарску инсигнију самог владара (цара), или је то грб целог Српског царства (које се тад помиње), или је то ипак грб само неке од покрајина којом је тај владар управљао. Такође, грб са истим мотивом се појављује и на једном грбу деспота Стефана Лазаревића. Након овог, грб се појављује и у неколико других грбовника западне Европе, где се исти назива грб Србије, грб цара Србије или грб Трибалије. Територија на коју се грб односио увек је узимана она јужно од Саве и Дунава, која је у међувремену потпала под Турке, па се односећа територија касније, у доступним изворима најчешће назива Србија (Sirfö, Sirffey, Sirffei, Serfiia, Servia, Szerborszag), Србија под Турцима (Servia detto da Turchi), или Трибалија (Тривалија). Развојем српске хералдике током 18. и 19. века, за овај грб ће се усталити име баш по овој фиктивној покрајини - грб Трибалије.
Већина хералдичара се слаже у оцени да је падом српских земаља под Турке у 15. веку, на простору ових земаља престала да се примјењује стара српска хералдика, заставе и грбови са мотивима двоглавог орла и српског крста. Међутим, то у остатку Европе није значило и потпуно замирање хералдичког интерса за српске земље. Тај интерес се огледао у настојању да се територија некадашње Србије херладички дефинише, при чему није постојала сасвим јасна представа ни о границама, ни о стварном хералдичком наслеђу те територије. Последица тога била је настајање низа хералдичких апокрифа, од којих се најжилавијим показао грб приписан српском цару (Von dem aller Durchleuchtigesten Kayser von Sirffey, како је означен у Рихенталовом рукопису) са мотивом вепрове главе рањене стрелом. Ширење тог апокрифа један је од недовољно истражених феномена, за који су изнад свега заслужна три дела, изванредно популарна у свом времену, из којих су се генерације хералдичара обавештавале и из њих изводиле сопствене хералдичке визије европске и светске прошлости.
Од времена Рудолфа II велика титула царева Светог римског царства садржи и одредницу Велики војвода Војводства Српског. Хералдички ову титулу заступа глава вепра прободена стрелом кроз разјапљене раље. Најлепши уметнички приказ овог хералдичког мотива изрезао је у дрвету око 1602. године Андреас Шпренгер за надвојводу Максимилијана III од Тирола. Касније ће тај исти грб, измењених боја бити прихваћен и у самој Србији као грб Трибалије (или Тривалије, грб Шумадије), а у Великом грбу Аустријског царства ће се јављати и касније (1808. и 1836. године).

### Грб хабзбуршке Србије
Осим код претендената на српске земље под Турцима, овај грб ће се у два наврата појавити и као званични грб Србије. Формирањем Краљевине Србије (1718—1739), мотиви овог грба, са нешто измењеним обликом штита, постаће и званичан грб нове хабзбуршке покрајине. Након поновног пада ове покрајине под Турке, грб ће се поново појављивати код многих европских претендената на бившу покрајину, али ће се грб скоро искључиво називати грб Србије.

### Грб Карађорђеве Србије
Избијањем Првог српског устанка, грб Трибалије ће постати и део устаничке иконографије, нарочито на војводским заставама и печатима. Познати хералдичар Александар Соловјев овако описује устаничку хералдику: 
 „... на печату Правитељствујушчег Совјета са датумом 1804, налазе се два грба: грб Србије и грб Тривалије. Овај грб Тривалије — вепрова глава са убоденом стрелом, имао је велики успех у то доба. Грб је доста нејасног порекла. Јавља се по први пут у чувеном грбовнику Улриха Рихентала из Констанце 1415. године, као грб Српског царства («das Kaisertum der Sirfie»). Ипак пошто у оно доба није било Српског царства, а исти Рихентал доноси и тачан грб деспота Стефана, сасвим је загонетно, откуд му та вепрова глава која се нигде не налази у српским средњевековним споменицима. Али у Угарској овај грб јавља се доцније као знак претензија Угарских краљева на Србију, између других „захтевних грбова“ (Anspruchswappen). По први пут видимо га на крунидбеном новцу цара Матије II и Фердинанда II, а затим и на једној од застава у крунидбеној поворци 1655. године, Павле Ритер, а за њим Жефаровић, доносе овај знак као грб Трибалије. Ово је сасвим произвољна комбинадија Ритерова, коју он сам објашњава тиме што су се „угарски краљеви служили на печатима старијим знаком Трибала за Краљевину Србију и Рашку. Седиште је њихово (Трибала) некад овде било, и источно-римски цареви су српске владаре звали — Трибалским краљевима.
Иако се ради о истом мотиву, неки детаљи на устаничком грбу ће се разликовати од свих претходних. Глава вепра ће бити рањена стрелом у чело (не у раље), а поље штита (позадина) ће бити плаве боје. У то време, овај грб се сматрао хералдичких симболом Шумадије и Браничева.

### Занимљивости
Током целог овог периода грб се јавља са неким различитим детаљима и различитим именима, али се увек везује за Србију или Трибалију и при том се засигурно односи на исту територију јужно од Саве и Дунава. Међутим, у Минстеровој (Sebastiano Münster) „Космографији“ из 1552. године, овај грб је потписан као грб Персијског царства.
Друга занимљивост се односи на круну која се касније показује на грбу. Иако је грб цара Србије, први назив овог апокрифа, овај грб је у различитим грбовницима представљен различитим крунама (почев од кнежевске, преко краљевске, па све до царске и деспотске).

## Теорије о пореклу грба
Према мишљењу Александра Палавестре, са којим се cлаже и Џон Гудол, мотив вепрове главе могао је настати погрешном идентификацијом вучјег мотива из грба и челенке Балшића. У сваком случају, чињеница је да га пре Рихентала нигде не налазимо, а да после Рихентала у европској хералдици готово једино тај грб и налазимо као хералдичко знамење српских земаља јужно од Саве и Дунава. Мање хералдичке разлике између представа које се налазе у изворима (чак и када су из хералдичког аспекта изузетно занимљиве, као што је различит смер стреле у чељустима вепра код Рихентала и код Гриненберга) не мењају ништа на ствари. Оно што се чини фасцинантним, јесте став на Западу по коме је овај грб неспорно знамење оног дела Србије који је под Турцима, и готово савршеног одсуства било какве свести о постојању тог грба чак и међу боље обавештеним Јужним Словенима.
Ни Илирски грбовници ни Мавро Орбини не помињу тај грб, иако се од 1606. године управо то поље налази у великом грбу цара Рудолфа II. Изгледа да је његово постојање актуелизовао Валвазаров хералдички рукопис, који се евидентно позвао на грб онакав какав је био представљен на печату цара Рудолфа (што се види по позицији вепрове главе која израста из левог бока штита, уместо да је отргнута глава постављена по десној косини, као код Рихентала, или са израженим вратом и обрнутим правцем стреле, као код Гринеберга). Биће да је отуда Ритер дошао на идеју да овај грб уврсти у свој илирски корпус, приписавши га Трибалији.. Заслугом његове Стематографије, као и Жефаровићеве српске верзије тог дела, грб са вепровом главом доживеће неочекивани процват током 18. и 19. века, да би у 20. веку био потпуно потиснут, а обнову дочекао у последњој деценији тог века поставши део нове територијалне (муниципалне) хералдике Шумадије.

## Галерија

### Историјски примери
Једна од најстаријих и најлепших представа грба је на дрвеним моделима (таблама) за штампање или отискивање на таписеријама Андреаса Шпенглера, које се чувају у збирци Аустријског царског дома. Табле су настала у првој четвртини 17. века (између 1602. и 1618); серију од 34 хералдичке табле вероватно је наручио тиролски надвојвода Максимилијан III.
- Грб цара Србије 
 Хроника сабора 
 (из 1415)
- Грб Српског царства 
 Урлих фон Рихентал 
(из 1483)
- Грб цара Србије 
 (непознати грбовник) 
(почетак XVI века)
- Грб Србије према 
 Вафенбихер грбовнику 
(из 1530)
- Грб „Персијског царства” 
 (Српског царства) 
 Себастијан Минстер
(из 1552)
- Грб Србије према 
Јохану Франколину 
(око 1565)
- Грб цара Србије према 
Кристофу Зилберајзену 
(из 1576)
- Грб Србије према 
Мартину Шроту 
(око 1580)
- Грб Србије према 
Јоакиму Винтагу 
(XVI век)
- Грб древних јунака 
Јером де Бар 
(из 1604)
- Грб Србије према 
Мартину Штиру 
(око 1684)
- Грб Србије према 
Јоханесу Хофману 
(око 1688)
- Грб Србије под Турцима 
 Винћенцо Коронели 
 (Мапа из 1690)
- Грб Трибалије у 
 Стематографији 
 (из 1705)
- Грб Србије на капији Евгенија Савојског Београд (из 1717)
- Грб Краљевине Србије 
Јохана фон Брунгена 
(из 1738)
- Устаничка застава 
 са грбом Трибалије, 
 (из 1804) Војни музеј
- Устаничка застава 
 са грбом Трибалије, 
 (из 1804) Лозници
- Печат (са грбом) 
 Правитељствујушчег совјета (из 1804)
- Грб Краљ. Србије на 
 Угарској композицији 
 (из 1849)

### Примери из српске муниципалне хералдике
Овај мотив касније су унели на свој грб и градови Крагујевац, Велика Плана, Топола, Лапово и београдске општина Вождовац и општина Барајево . На грбу Крагујевца је на сребрном пољу црна отргнута глава вепра, златно оружана, црвеног језика, рањена у чело по косини црвеном стрелом. Код грба Велике Плане се појављује вепрова глава рањена стрелом, на плавом и стрела је златне боје, а грбу Вождовца је стрела црвене боје. На грбу општине Топола је представљен медаљон око врата десног орла на коме је на плавом пољу црна вепрова глава златно оружана погођена златном стрелом. На грбу општине Лапово је представљен вепар рањен у чело по косини златном стрелом. Рањени дивљи вепар је апокрифни грб Србије, касније додељен Шумадији (шумовитој земљи), где се Лапово налази. На грбу Барајева је на белом пољу црна отргнута глава вепра, црвеног језика, рањена у чело по косини црвеном стрелом.
- Велики грб 
 општине Барајево
- Велики грб
 општине Велика Плана
- Велики грб
 општине Вождовац
- Велики грб 
 града Крагујевца
- Велики грб
 општине Лајковац
- Велики грб
 општине Лапово
- Велики грб
 општине Топола
- једна од најчешћих приказа грба Трибалије

### Грбовници, каталози и други рукописи
- von Valvasor, Johann Weichard (1687/1688). Opus Insignium Armorumque... (на језику: lat). Архивирано из оригинала 04. 03. 2016. г. Приступљено 02. 05. 2018.
- von Francolin, Hans (1560). Weyland Kaysers Ferdinandi säligster und hochlöblichster gedächtnuß unnd dem gantzen hochberühmbten Hauß von Osterreich angehörigen Wappen (на језику: немачки). Augsburg: Philipp Vlhart.
- L‘armorial Miltenberg, un armorial de la fin du XVe siècle ; ur. Jean-Claude Loutsch. Schweizer Archiv für Heraldik. 103. 1989. стр. 95—165.
- Fugger, Jakob (1555). Ehrenspiegel des Hauses Österreich (Buch I — VI) (на језику: немачки). Augsburg.
- Ehrenspiegel des Hauses Österreich (Buch VII) (на језику: немачки). Augsburg. 1559.
- Fugger, Johann Jakob; von Birken, Sigmund (1668). Spiegel der Ehren des höchstlöblichen Kayser- und Königlichen Erzhauses Oesterreich (на језику: немачки). Nürnberg: Endter.
- Posse, Otto (1912). Die Siegel der Deutschen Kaiser und Könige von 751 bis 1806, III. Band 1493–1711 (на језику: немачки). Dresden: Verlag der Wilhelm und Bertha V. Baensch Stiftung.
- Schrot, Martin (1580). Wappenbuch Des Heiligen Römischen Reichs, und allgemainer Christenheit in Europa (на језику: немачки). Berg.
- Hannewald, Bartholomaeus (1566). Parentalia Divo Ferdinando Caesari Augusto ... A Maximiliano Imperatore Etc. Ferdinando Et Carolo Serenissimis Archiducibus Austriae Fratribus ... persoluta Viennae (на језику: lat). Augsburg.

### Књиге и научни чланци
- Андрејић, Живојин (2004). Карађорђе : завичај мита и историје : 1704-1804-2004 (PDF). Рача: Центар за митолошке студије Србије (Смед. Паланка : Графос).  111662860
- Атлагић, Нина (2004). „Карађорђе и српска хералдика”. Карађорђе у миту и епици / Други ванредни скуп Центра за митолошке студије Србије, одржан у Рачи 30. новембра 2000. године (ур. Живојин Андрејић) / Митолошки зборник. Рача: Центар за митолошке студије Србије. 4: 87—94.  92816898
- Атлагић, Марко (2006). „Допринос Вука Стефановића Караџића помоћним историјским наукама” (PDF). Баштина. 20/2: 363—378.
- Атлагић, Марко (2007). „Печати Карађорђеви и његових првака у Првом српском устанку” (PDF). Зборник радова Филозофског факултета у Приштини. 37: 405—412.
- Ацовић, Драгомир М. (1999). „Грб патријарха Арсенија IV (Јовановића—Шакабенте)” (PDF). Glasnik SHD Gazette. III/#1: 1—6.
- Ацовић, Драгомир М. (2008). Хералдика и Срби. Београд: Завод за уџбенике.  152135692
- Бирташевић, Марија (1956). „Један нови докуменат о Капији цара Карла VI у Београду” (PDF). Годишњак Музеја града Београда. Београд. III: 121—124. Архивирано из оригинала (PDF) 31. 08. 2021. г. Приступљено 25. 07. 2018.
- Бојовић, Радивоје (2009). Чачански крај у прошлости : водич Народног музеја Чачак (PDF). Чачак: Народни музеј Чачак.  168947980
- Буловић, Гордана; Пековић, Мирко (2017). Вожд Карађорђе отац Србије (PDF). Нови Сад : Београд: Музеј града Новог Сада : Војни музеј. Архивирано из оригинала (PDF) 11. 04. 2018. г. Приступљено 10. 04. 2018.  315484167
- Васић, Катарина С. (2009). Портрет српских архијереја у Карловачкој митрополији (1690—1790) (докторска дисертација) (PDF). Београд: Филозофски факултет Универзитета у Београду.
- Вујовић, Бранко (1986). Уметност обновљене Србије : 1791-1848. Београд: Просвета : Републички завод за заштиту споменика културе, (Љубљана : Младинска књига).  2786055
- Goodall, John A. (1995). „An Illyrian Armorial in the Society's Collection”. The Antiquaries Journal (на језику: енглески). 75: 255—310.
- Grdinić, Nikola (2014). „Status umetnosti u prvoj polovini XVIII stoleća” (PDF). Hrvati i Srbi u Habzburškoj monarhiji u 18. stoljeću: interkulturni aspekti „prosvijećene“ modernizacije — Zbornik radova s Hrvatsko-srpskog znanstvenog kolokvija 2011. (ur. Drago Roksandić). Zagreb: Centar za komparativnohistorijske i interkulturne studije Filozofskog fakulteta Sveučilišta u Zagrebu: 105—122.
- Давидов, Динко (2004). Студије о српској уметности XVIII века. Београд: Српска књижевна задруга.  117180428
- Живковић, Тибор (2004). „Рама у титулатури уграских краљева” (PDF). Зборник радова Византолошког института. Београд. XLI: 153—164.
- Јеремић, Богомир (1972). „Застава Војводе Симе Ненадовића” (PDF). Гласник међуопштинског историјског архива у Ваљеву. 7: 16—20.
- Коларић, Миодраг (1960). „О пореклу и ауторима неких застава из Карађорђевог доба” (PDF). Зборник Музеја Првог српског устанка. Београд: Музеј Првог српског устанка, (Београд : Графичка школа "Милић Ракић"). II: 65—68.  9560076  41090823
- Коларић, М. (1960). „У потрази за изгубљеним реликвијама” (PDF). Зборник Музеја Првог српског устанка. Београд: Музеј Првог српског устанка, (Београд : Графичка школа "Милић Ракић"). II: 153—156.  273447436  41090823
- Краут, Вања (1985). Историја српске графике : од XV до XX века. Горњи Милановац: Дечје новине.  49015047
- Lovrenović, Dubravko (2004). „Fojnički grbovnik, ilirska heraldika i bosansko srednjevekovlje” (PDF). Bosna franciscana. Sarajevo: Franjevačka teologija Sarajevo. XII (21): 173—203.
- Медаковић, Дејан (1976). Трагом српског барока. Нови Сад: Матица српска.  56019975
- Милићевић, Милић (1995). Грб Србије : развој кроз историју. Београд: Службени гласник.  40943116
- Новаковић, Стојан (1884). Хералдички обичаји код Срба у примени и књижевности. Београд: Краљевско-српска државна штампарија.
- Палавестра, Александар (2010a). „Измишљање традиције: илирска хералдика” (PDF). Етноантрополошки проблеми. 5/3: 183—199. Архивирано из оригинала (PDF) 10. 04. 2018. г. Приступљено 10. 04. 2018.
- Палавестра, Александар (2010). Илирски грбовници и други хералдички радови. Београд: Завод за уџбенике; Досије студио.  178966796
- Pálffy, Géza (2008). „Kaiserbegräbnisse in der Habsburgermonarchie – Königskrönungen in Ungarn. Ungarische Herrschaftssymbole in der Herrschaftsrepräsentation der Habsburger im 16. Jahrhundert.”. Frühneuzeit-Info (на језику: немачки). Wien: Institut für die Erforschung der Frühen Neuzeit. 19/1: 44—61.
- Pálffy, Géza (2009). The Kingdom of Hungary and the Habsburg Monarchy in the Sixteenth Century (на језику: енглески). New York: Columbia University Press.
- Pálffy, Géza (2010). „A Magyar Korona országainak koronázási zászlói a 16–17. században”.  Ур.: Bubryák, Orsolya. „Ez világ, mint egy kert…” (на језику: мађарски). MTA Művészettörténeti Kutatóintézet–Gondolat Kiadó. стр. 17—52.
- Pálffy, Géza (2011). „Korunovačné zástavy krajín Uhorskej koruny od neskorého stredoveku do začiatku 20. storočia” (PDF). Galéria (на језику: словачки). Bratislava: 7—30.
- Pálffy, Géza (2014). „A fraknói vár különleges kincsei. Koronázási zászlók a 17. századból [Posebne dragocenosti zamka Esterhazi Fraknó/Forchtenstein: krunidbene zastave sedamnaestog veka]”. Várak, kastélyok, templomok: Évkönyv 2014. (на језику: мађарски). Pécs: 48—52.
- Pálffy, Géza (2014a). „Najstariji prikazi hrvatskih zastava iz 16. i 17. stoljeća. — Jedinstveni izvori za proučavanje povijesti hrvatskih državnih i nacionalnih simbola”. Ascendere historiam — Zbornik u čast Milana Kruheka (prir. Marija Karbić, Hrvoje Kekez, Ana Novak i Zorislav Horvat). Zagreb: Hrvatski institut za povijest: 327—346.
- Pálffy, Géza (2015). „Heraldische Repräsentation der Jagiellonen und der Habsburger. Die Wappen des königlichen Oratoriums im Prager Veitsdom im mitteleuropäischen Kontext.”. Historie – Otázky – Problémy (на језику: немачки). Praha. 7/2: 176—190.
- Поповић, Марко (1993—94). „Грбови на јавним здањима Београда (I део)” (PDF). Годишњак Музеја града Београда. XL/XLI. Архивирано из оригинала (PDF) 12. 01. 2021. г. Приступљено 29. 12. 2017.
- Поповић, Марко (1997). Хералдички симболи на београдским јавним здањима. Београд: БМГ (Библиотека Баштина).  129791495
- Поповић, Марко (2012). „Капија цара Карла VI у Београду” (PDF). Наслеђе. 13: 9—25.
- Руварац, Димитрије (1896). Грб Трибалије — Браничева — Шумадије!. Земун: Штампарија Симе Пајића.  191767564
- Самарџић, Драгана (1983). Војне заставе Срба до 1918. Београд: Војни музеј, (Београд : Београдски издавачко-графички завод).  39980807
- Соловјев, Александар (2000). Историја српског грба и други хералдички радови / Александар Соловјев ; приредио [и коментаре написао] Александар Палавестра ; [превод Марина Адамовић-Куленовић]. Београд: Правни факултет Универзитета : Досије : БМГ, ([Београд] : БМГ). ISBN 86-80763-90-X.  166454791
- Стошић, Љиљана (2006). Српска уметност : 1690—1740 (PDF). Београд: Балканолошки институт САНУ.  128259596
- Ćirić, Miloš (1988). Heraldika /1, Grb: ilustrovani osnovni pojmovi. Beograd: Univerzitet umetnosti.  32727303
- Ћирић, Милош (1991). Грб града Београда — хералдика 2. Београд: Цицеро.  1679628
- Filipović, Emir O. (2016). „Kako je „grb Rame“ postao „grb Bosne“”. Međunarodni znanstveno-stručni skup BOSANSKI BAN TVRTKO "POD PROZOROM U RAMI", Prozor, 11. kolovoza 2016. — Zbornik radova (ur. Tomislav Brković): 233—263.
- Csergheö, Géza (1890). Alte Grabdenkmäler aus Ungarn: Beitrag zur Kunst- und Kultur- geschichte (на језику: немачки). F.Kilian.